# Victor Rossel
Pour les articles homonymes, voir Rossel.
Victor Rossel est un homme politique français né le 22 décembre 1807 à Brest (Finistère) et mort le 16 juin 1868 à Brest.

## Biographie
Victor Rossel est, à partir de 1829, menuisier puis contremaître dans les ateliers de la Marine à Brest. Avant la légalisation des syndicats, il fut à l'origine de la fondation de la société des ouvriers du port. Il s'est préoccupé, notamment, de l'instruction des personnels et réclama pour eux une augmentation de salaire.
Il est le premier ouvrier élu député au suffrage universel (établi en 1848) le 23 avril 1848. Il est député du Finistère de 1848 à 1849, siégeant à droite. Il vote pour le bannissement de la famille d'Orléans.
Battu en 1849, il devient agent comptable du port de Brest. Il est aussi conseiller municipal à Brest, sous la municipalité de Hyacinthe Bizet.

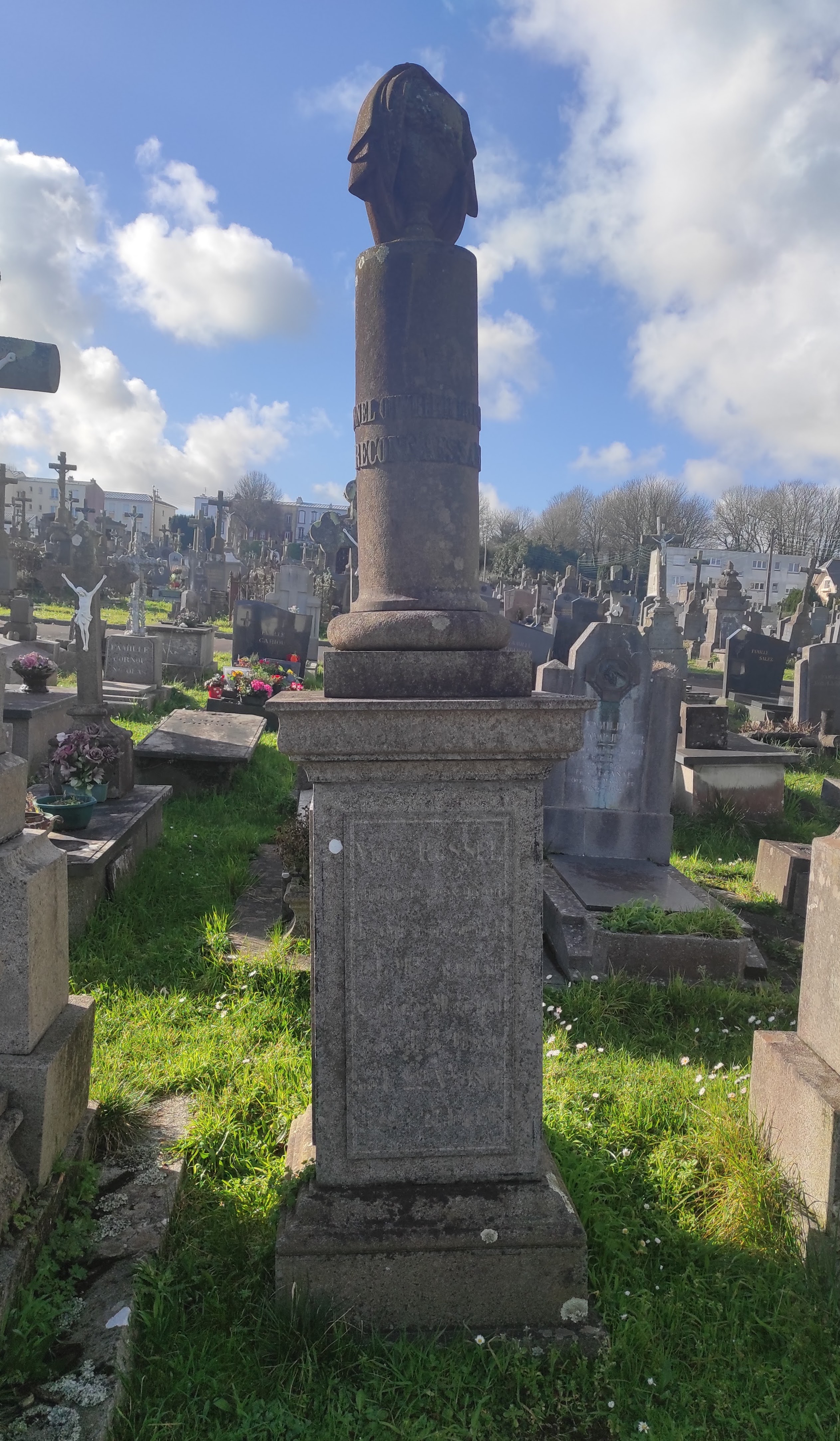
Monument sur la tombe de Victor Rossel au cimetière de Recouvrance.

## Hommages
À sa mort, les ouvriers de l'Arsenal se cotisent pour lui élever un monument funéraire au cimetière de Recouvrance (où il est inhumé) en remerciement de son dévouement pour la cause ouvrière.
Une rue de Brest dans le quartier de Recouvrance porte son nom.

## Sources
- « Victor Rossel », dans Adolphe Robert et Gaston Cougny, Dictionnaire des parlementaires français, Edgar Bourloton, 1889-1891 [détail de l’édition]